# Manilabugten
Manilabugten er en bugt som skaber udmærkede havneforhold i det centrale Luzon, Filippinernes største ø. I bugten er Manilas havn. Bugten er på sit snævreste hvor den møder det Sydkinesiske Hav i vest; kun 19 km bred. På det bredeste er den på 48 km. Mariveles, i provinsen Bataan, har en lille havn ved nordsiden af bugtens munding. På sydsiden, en del længere inde, er det kloformede Sangley Point, hvor den tidligere Cavite Naval Base lå.
Bugten er omgivet af vulkaner på alle kanter, de fleste af dem døde eller sovende. Bataanhalvøen ligger i nordvest, og i syd er provinsen Cavite.
I bugtens munding er der flere små øer. Den største er Corregidor, som er tre 3 kilometer fra Mariveles på Bataan, og som sammen med øen Caballo, deler mundingen til bugten i en nordlig og en sydlig sejlingskanal. Corregidor var tungt befæstet af amerikanerne da 2. verdenskrig brød ud i Stillehavet. I sydkanalen er øen El Fraile, og noget længere ude og mod syd er øen Carabao. El Fraile med sine 16.000 m² har ruiner efter det amerikanskopførte Fort Drum, et øfort som skulle forsvare sydkanalen.
I syd og nord er der en række mindre havne. På Bataan er den filippinske hovedhavn for olieimport, i Orion.
Der var vigtige krigshandlinger i bugten i 1898 og 1942.